# ラグナー・グラニト
ラグナー・アーサー・グラニト（Ragnar Arthur Granit、1900年10月30日 - 1991年3月12日）は、フィンランドおよびスウェーデンの神経生理学者である。視覚生理学に関する研究で特に知られ、1967年にジョージ・ウォルド、ホルデン・ケファー・ハートラインと共にノーベル生理学・医学賞を受賞した。

## 生涯
グラニトは1900年10月30日にフィンランドのヘルシンキで誕生した。ヘルシンキ大学で医学を学び、1924年に医学士の学位を取得し、1927年に博士号を取得した。卒業後、彼はアメリカのペンシルバニア大学、イギリスのオックスフォード大学チャールズ・スコット・シェリントン研究室で研究を行った。
1935年にはヘルシンキ大学の生理学教授に就任した。第二次世界大戦中、ソビエト連邦によるフィンランド侵攻（冬戦争）を機に、研究環境の安定を求めてスウェーデンのストックホルムに移住し、スウェーデン市民権を取得した。1940年からはストックホルムのカロリンスカ研究所医学部に所属し、1946年には同研究所神経生理学部長となった。
グラニトは、生涯を通じて、視覚における光受容体の電気生理学的特性、網膜の機能、そして神経系の運動制御メカニズムの研究に多大な貢献をした。彼の「50対50のフィンランドとスウェーデンのノーベル賞受賞者」という言葉は、彼の二重の国民性を表している。彼は1991年3月12日にスウェーデンのストックホルムで90歳で死去した。

## 業績
グラニトは、特に視覚に関する研究で国際的に評価された。彼は、網膜における光受容細胞が光刺激にどのように反応するか、そしてこれらの信号がどのように脳に伝達されるかを電気生理学的に詳細に分析した。彼の研究は、目の化学的および生理学的視覚プロセスに関する理解を深めるものであった。
1967年、グラニトはジョージ・ウォルドおよびホルデン・ケファー・ハートラインと共に、「眼の化学的および生理学的視覚プロセスに関する発見」が評価され、ノーベル生理学・医学賞を共同受賞した。この受賞は、彼の長年にわたる視覚生理学分野への貢献が認められたものである。
彼はまた、運動制御の神経メカニズムに関する研究も行い、脳が筋肉の動きをどのように調整するかについて新たな知見をもたらした。1954年にはアメリカ哲学協会の国際会員に、1960年には王立協会の外国人会員に選出されるなど、数々の栄誉を受けている。

## 主要な著作
グラニトは、その研究成果を多数の論文や書籍として発表している。彼の代表的な著作には以下のものがある。
- 『Receptors and Sensory Perception』（受容器と感覚知覚）：1955年、イェール大学出版局
- 『The basis of motor control』（運動制御の基礎）：1970年、アカデミック・プレス